# Філінщина
Філінщина, Синяк — річка в Україні й Росії, у Сумському й Кореневському районах Сумської й Курської областей. Права притока Мужиці (басейн Дніпра

## Опис
Довжина річки  приблизно 12,8 км.

## Розташування
Бере початок на південно-західній стороні від Андріївки. Спочатку тече на північний схід через Кондратівку, потім на північний захід і на північному сході від Костянтинівки впадає у річку Мужицю, ліву притоку притоку Снагості.